# Inter-Collegiate Sailing Association of North America
Inter-Collegiate Sailing Association of North America (ICSA) es una organización que regula la competición universitaria de vela en los Estados Unidos y partes de Canadá. Hasta 2001 se denominaba Inter-Collegiate Yacht Racing Association (ICYRA).  
La vela universitaria en Estados Unidos solamente está organizada por la ICSA, por lo que las universidades que compiten en este deporte son también miembros de otras organizaciones, como la NCAA, la NAIA o la USCAA, en otros deportes.
En la ICSA no existen divisiones. La única diferencia entre unas universidades y otras es que en algunas universidades el equipo de vela es considerado oficial (varsity en inglés), mientras que en otras lo forman clubes de estudiantes adscritos a cada universidad, pero compiten en igualdad de condiciones. Hay 200 universidades con equipos de vela.
Las 36 universidades con equipos oficiales son las siguientes:
- Bowdoin College
- Boston College
- Brown University
- California Maritime Academy
- Christopher Newport University
- College of Charleston
- Connecticut College
- Cornell University
- Dartmouth College
- Eckerd College
- George Washington University
- Georgetown University
- Hampton University
- Harvard University
- Hobart and William Smith Colleges
- Maine Maritime Academy
- Massachusetts Institute of Technology
- Massachusetts Maritime Academy
- Old Dominion University
- Rollins College
- Roger Williams University
- Salve Regina University
- St. John's College
- St. Mary's College of Maryland
- Stanford University
- SUNY Maritime College
- Tufts University
- Tulane University
- United States Coast Guard Academy
- United States Naval Academy
- University of Hawaii at Manoa
- University of Massachusetts Dartmouth
- University of South Florida
- Washington College
- Webb Institute
- Yale University

## Historia
La vela a nivel universitario lleva existiendo desde finales del siglo XIX, ya que el equipo de la Universidad Yale fue creado en 1881 en Branford, Connecticut. La ICSA se fundó en 1930 con el nombre de Inter-Collegiate Yacht Racing Association (ICYRA).

## Fines
ICSA tiene como finalidad la participación del mayor número posible de deportistas universitarios en el deporte de la Vela. Busca la promoción de este deporte y la captación del mayor número posible de participantes. Aunque la competitividad en algunas instituciones es altísima, lo primordial es el ocio y diversión sobre el agua. Por ello algunos programas aceptan deportistas sin exigencias demasiado elevadas, aunque la experiencia de los alumnos en la etapa juvenil se valora positivamente.

## Organización
Las 200 universidades que compiten se integran en 7 conferencias territoriales, con sus propios calendarios de regatas:
- New England Intercollegiate Sailing Association
- Middle Atlantic Intercollegiate Sailing Association
- South Atlantic Intercollegiate Sailing Association
- South-Eastern Intercollegiate Sailing Association
- Midwest Collegiate Sailing Association
- Northwest Intercollegiate Sailing Association
- Pacific Coast Collegiate Sailing Conference

Cada conferencia es supervisada por un Secretario y un Comité Ejecutivo, compuesto por estudiantes de grado y de posgrado. De cada conferencia salen las universidades que se clasifican para las finales de cada campeonato nacional.

## Campeonatos nacionales
ICSA organiza los Campeonatos Nacionales Universitarios de Vela (Intercollegiate Sailing Association National Championships en inglés) en 7 categorías, 3 de ellas en el otoño y las otras 4 en la primavera.
El campeón absoluto sumando las puntuaciones en las seis categorías recibe el Trofeo Leonard M. Fowle desde que se instauró el actual sistema de competición en la temporada 1971-72.
Anteriormente, entre 1937 y 1966, solamente había una categoría, denominada "vela ligera", y, entre 1967 y 1971, tres categorías: vela ligera masculina, femenina y mixta.

### Otoño
- Campeonato nacional masculino de embarcaciones de un solo tripulante. Se disputa con embarcaciones de la clase Laser. Se otorga el Trofeo Glen S. Foster.
- Campeonato nacional femenino de embarcaciones de un solo tripulante. Se disputa con embarcaciones de la clase Laser Radial desde 1994. Se otorga el Trofeo Janet Lutz.
- Campeonato nacional de match race. Anteriormente campeonato nacional de embarcaciones tipo sloop (hasta 2010). Las embarcaciones son facilitadas por el equipo organizador, y varían de un campeonato a otro. Las clases Star, Sonar, J/22, y J/24 son las más utilizadas. Se otorga el Trofeo Cornelius Shields Sr..

### Primavera
Los tres campeonatos nacionales que se disputan en primavera se disputan en mayo. La universidad que los organiza proporciona las embarcaciones. Las más utilizadas son las de las clases 420 y Flying Junior.
- Campeonato nacional mixto. Se otorga el Trofeo Henry A. Morss.
- Campeonato nacional femenino. Se otorga el Trofeo Gerald C. Miller.
- Campeonato nacional de regatas por equipos. Se otorga el Trofeo Walter C. Wood.
- Campeonato nacional femenino de regatas por equipos (desde 2022).

## Premios y distinciones
También anualmente, la ICSA otorga los siguientes premios y distinciones:
- Regatista Universitario del Año de la ICSA
- Regatista Universitaria Femenina del Año de la ICSA
- Premio Robert Hobbes
- Patrón All American
- Patrona All American
- Tripulante All American
- Equipo All Academic